# Swadic Sanudi
Swadic Sanudi (ur. 21 października 1983 w Blantyre) – malawijski piłkarz grający na pozycji bramkarza.

## Kariera klubowa
Karierę piłkarską Sanudi rozpoczął w południowoafrykańskim klubie AmaZulu FC z Durbanu. W sezonie 1999/2000 zadebiutował w jego barwach w Premier Soccer League. W AmaZulu rozegrał 4 mecze, a następnie odszedł do Jomo Cosmos z Johannesburga, gdzie przez rok wystąpił 8-krotnie w lidze.
W 2001 roku Sanudi odszedł do malawijskiego Big Bullets. Już w pierwszym sezonie gry w tym klubie wywalczył mistrzostwo Malawi. W latach 2002–2005 jeszcze czterokrotnie z rzędu zostawał mistrzem kraju. W 2005 roku wrócił do RPA i został piłkarzem Dynamos Polokwane. W zespole Dynamos występował do 2010. W sezonie 2010/2011 grał w African Warriors FC. W 2011 wrócił do Big Bullets. W 2014 i 2015 został z nim mistrzem Malawi. W 2016 zakończył w nim swoją karierę.

## Kariera reprezentacyjna
W reprezentacji Malawi Sanudi zadebiutował 12 marca 2000 roku w zremisowanym 1:1 towarzyskim meczu z Zambią, rozegranym w Kitwe. W 2010 roku w Pucharze Narodów Afryki 2010 był podstawowym zawodnikiem i zagrał w 3 meczach: z Algierią (3:0), z Angolą (0:2) i z Mali (1:3). Od 2000 do 2011 wystąpił w kadrze narodowej 62 razy.